# کمرکلی سرقهوه‌ای
کمرکلی سرقهوه‌ای (نام علمی: Sitta pusilla) یک پرنده آوازخوان کوچک بومی جنگل‌های کاج در سراسر جنوب شرقی ایالات متحده است. تجزیه و تحلیل‌های ژنتیکی تمایز کمی بین جمعیت‌های شمالی و جنوبی در فلوریدا را نشان داد، اما این مطالعه همچنین تنوع ژنتیکی کمتری را در میان جمعیت‌های فلوریدا جنوبی نشان داد که ممکن است نتیجه افزایش گستگی زیستگاه باشد که مستند شده است. کمرکلی باهاما در گذشته یک زیرگونه در نظر گرفته می‌شد (S. p. insularis)، از آن زمان به عنوان گونه جداگانه خود طبقه‌بندی شده است. دو مطالعه اخیر دربارهٔ ارزیابی صداها در باهاما و جمعیت کمرکلی قاره‌ای تفاوت‌های مهمی را نشان دادند. یکی از مطالعات همچنین نشان داد که جمعیت‌های قاره‌ای و باهاما به صداهای جمعیت دیگر پاسخ تهاجمی نشان نمی‌دهند. این نوع مطالعه پاسخ به صدا اغلب برای کمک به تعریف گونه‌های پنهان استفاده می‌شود.
این پرنده، مانند دیگر کمرکلی‌های، دارای منقاری سیاه و تیز میخمانند است که از آن برای کوبیدن دانه‌های باز استفاده می‌کند. این یک مهاجر پیاپی از ایستگاه‌های تغذیه است و علاقه زیادی به دانه‌های آفتابگردان و کیک‌های سوت دارد. این پرنده جسور و کنجکاو، به آسانی توسط انسان قابل دسترسی است.
آشکار شده است که کمرکلی سرقهوه‌ای ترجیح می‌دهد که لانه‌های خود را در بالای شاخه‌های کوتاه بسازد.

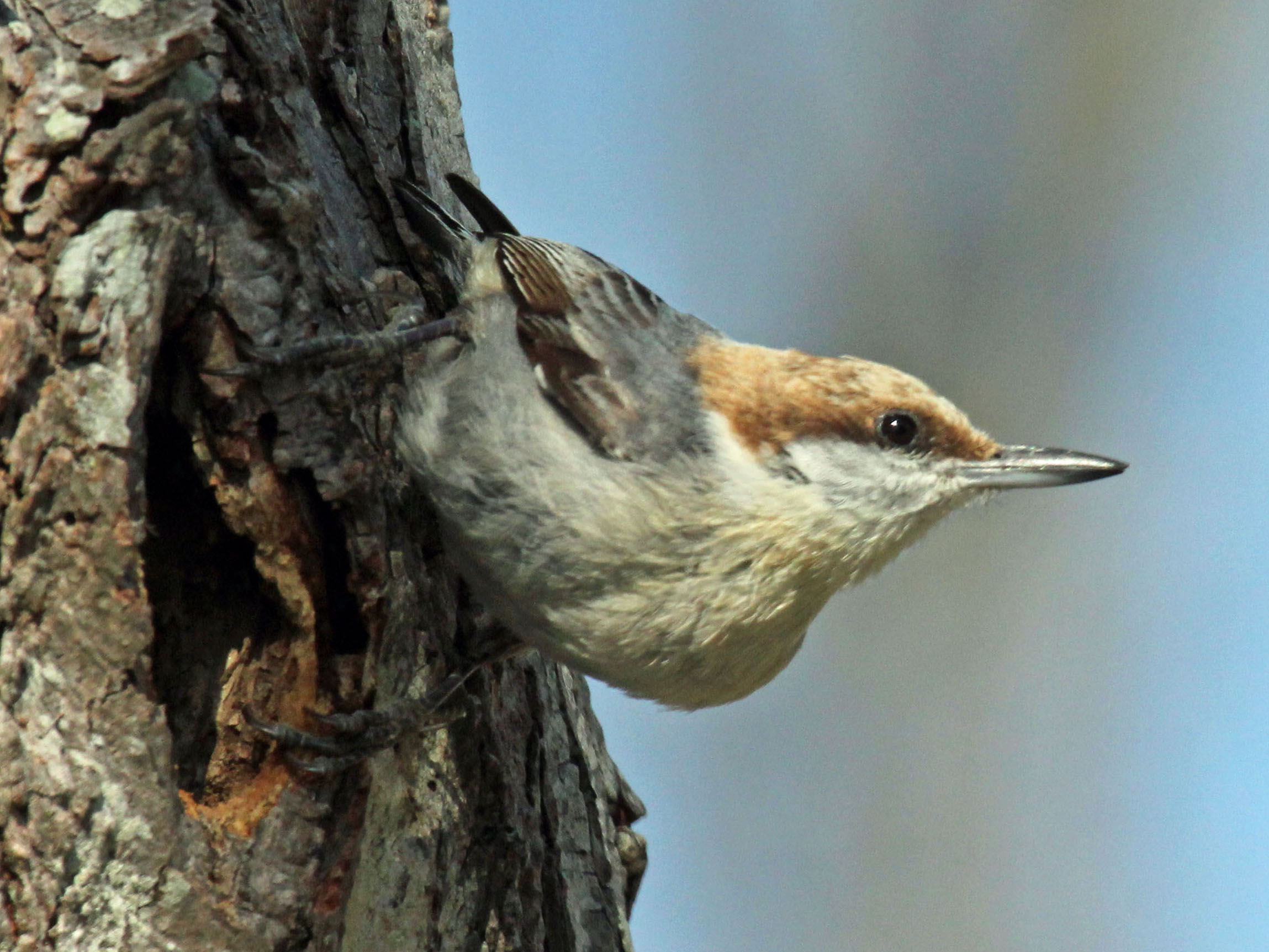
در اَش، کارولینای شمالی